# Diplacodes trivialis
Diplacodes trivialis är en trollsländeart som först beskrevs av Jules Pièrre Rambur 1842.  Diplacodes trivialis ingår i släktet Diplacodes och familjen segeltrollsländor. IUCN kategoriserar arten globalt som livskraftig. Inga underarter finns listade i Catalogue of Life.

## Bildgalleri

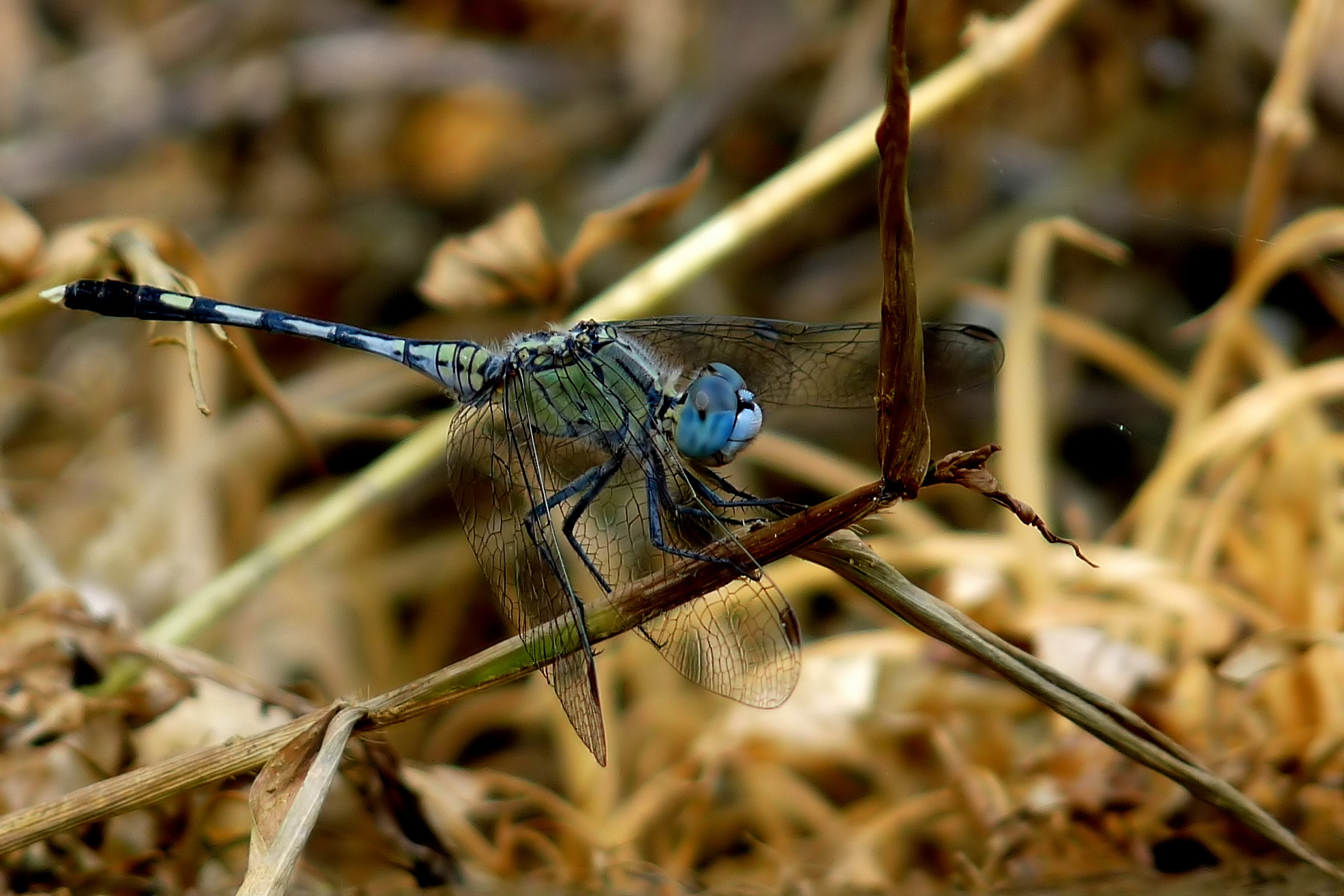
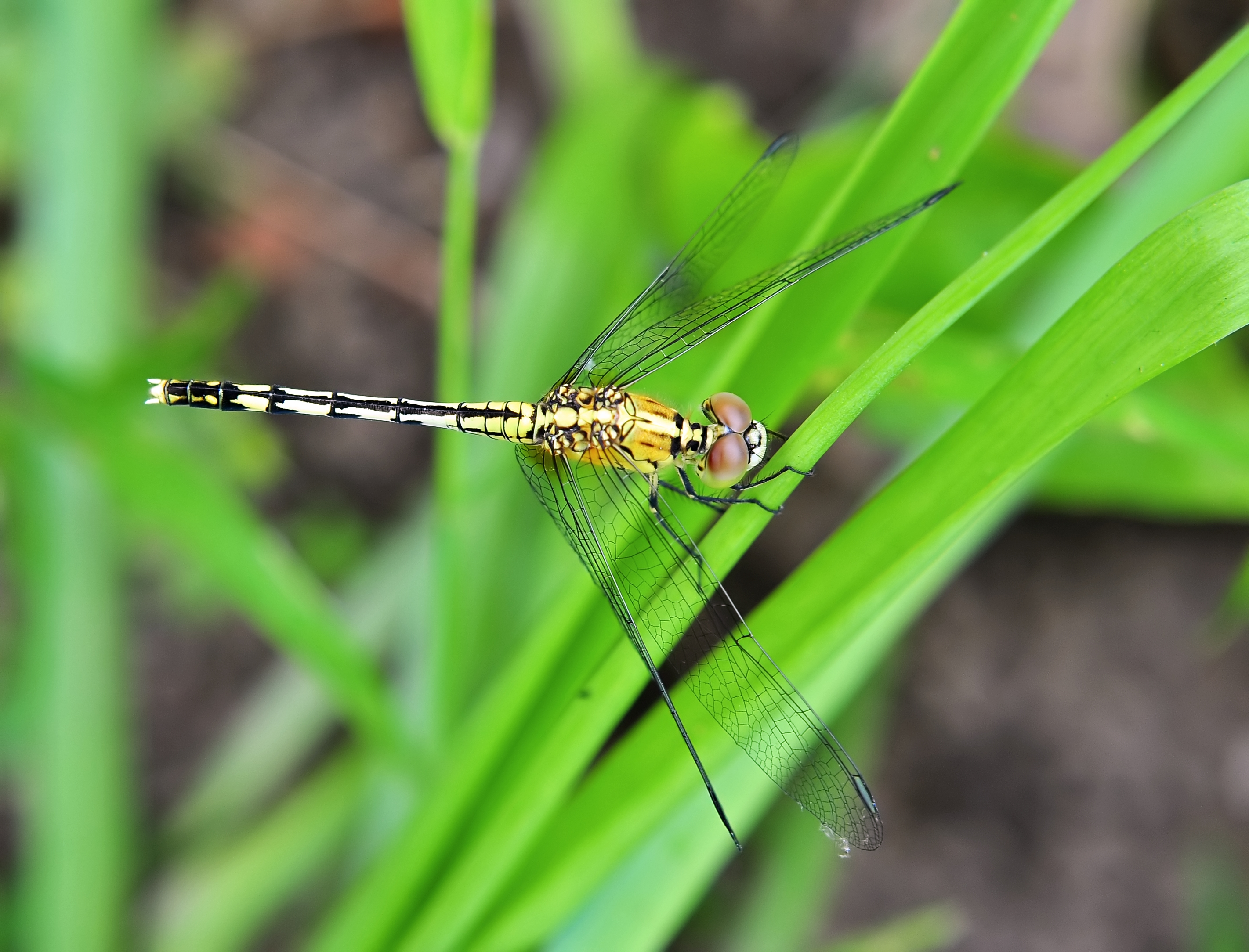
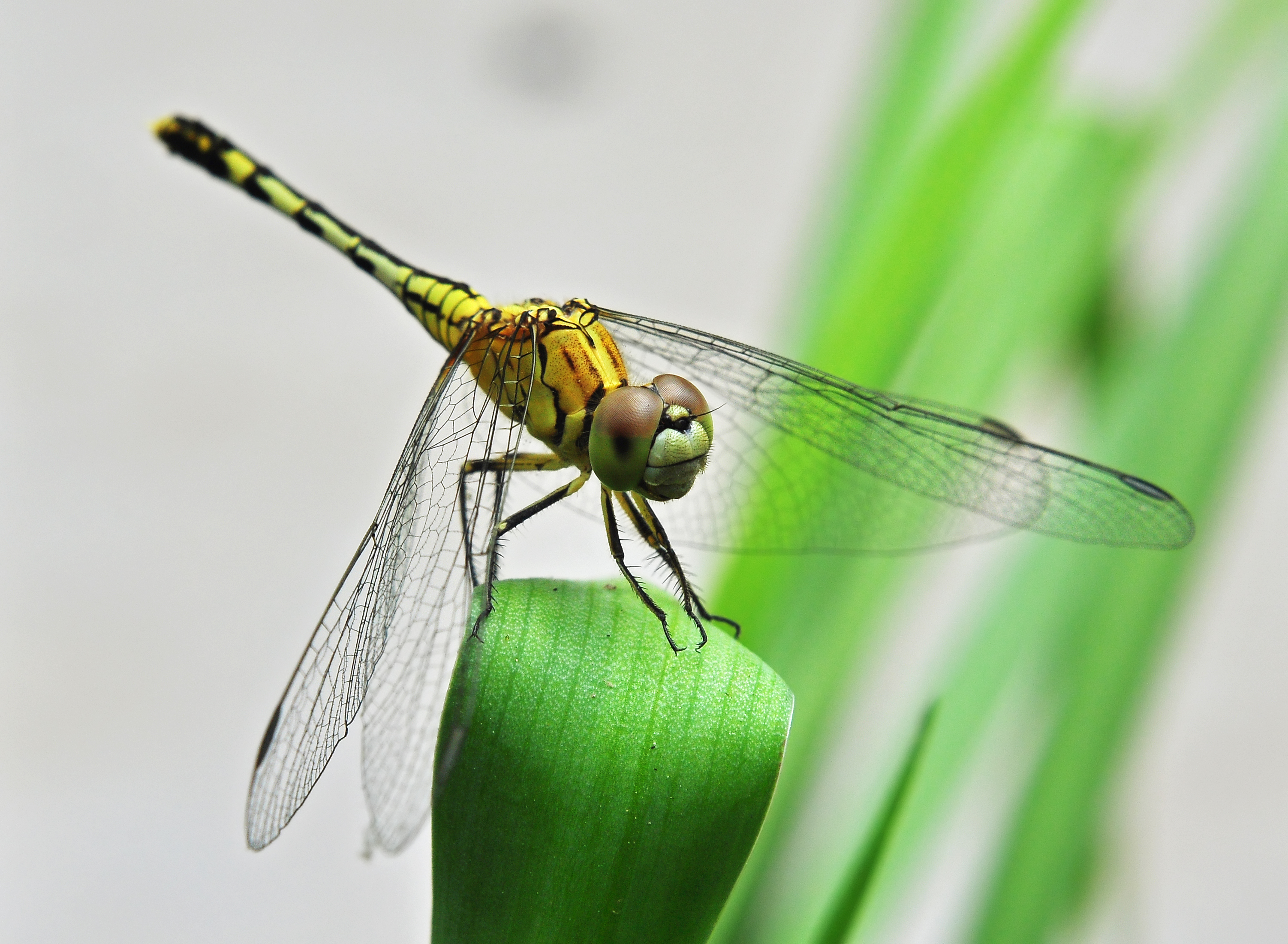
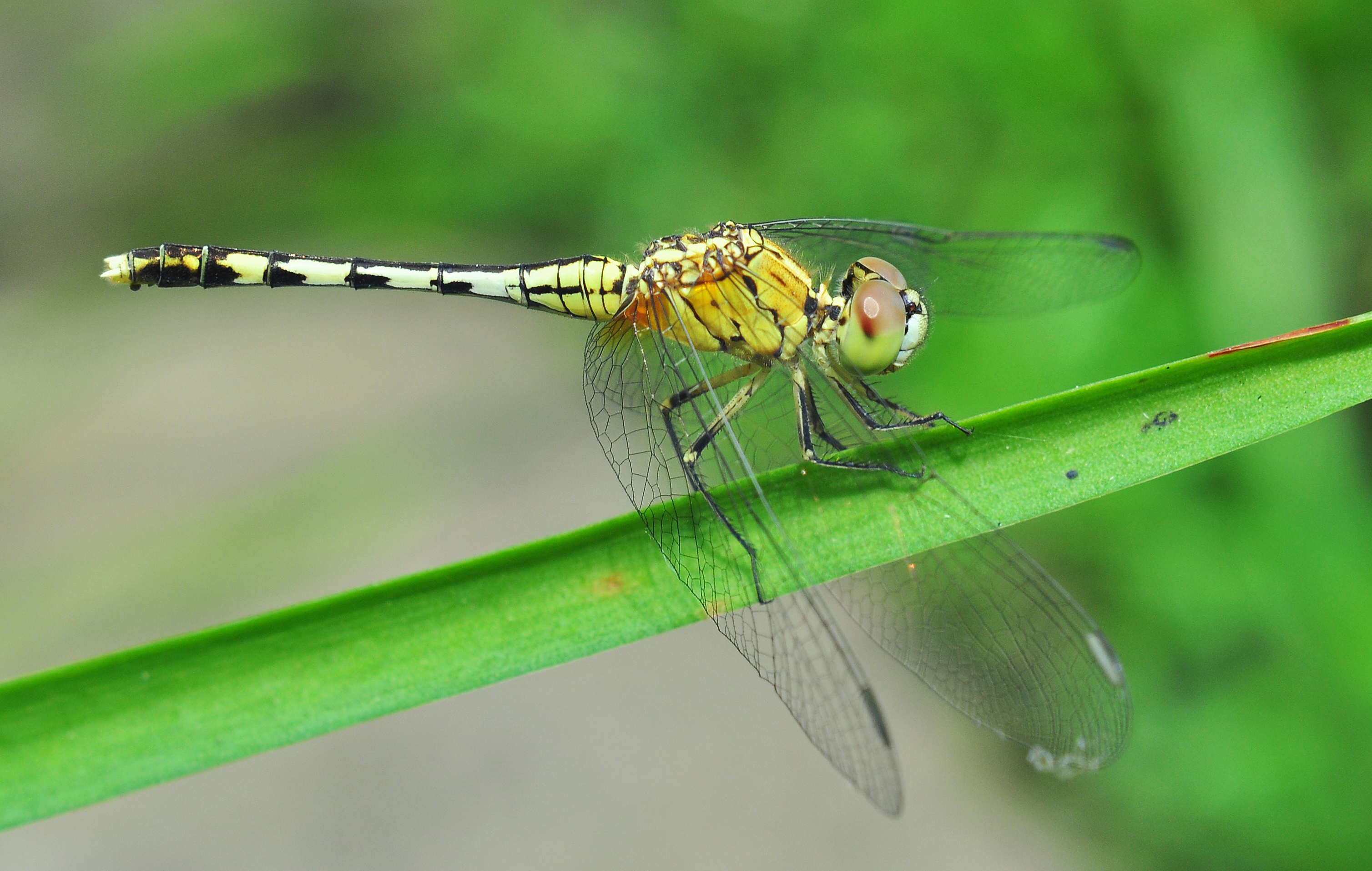
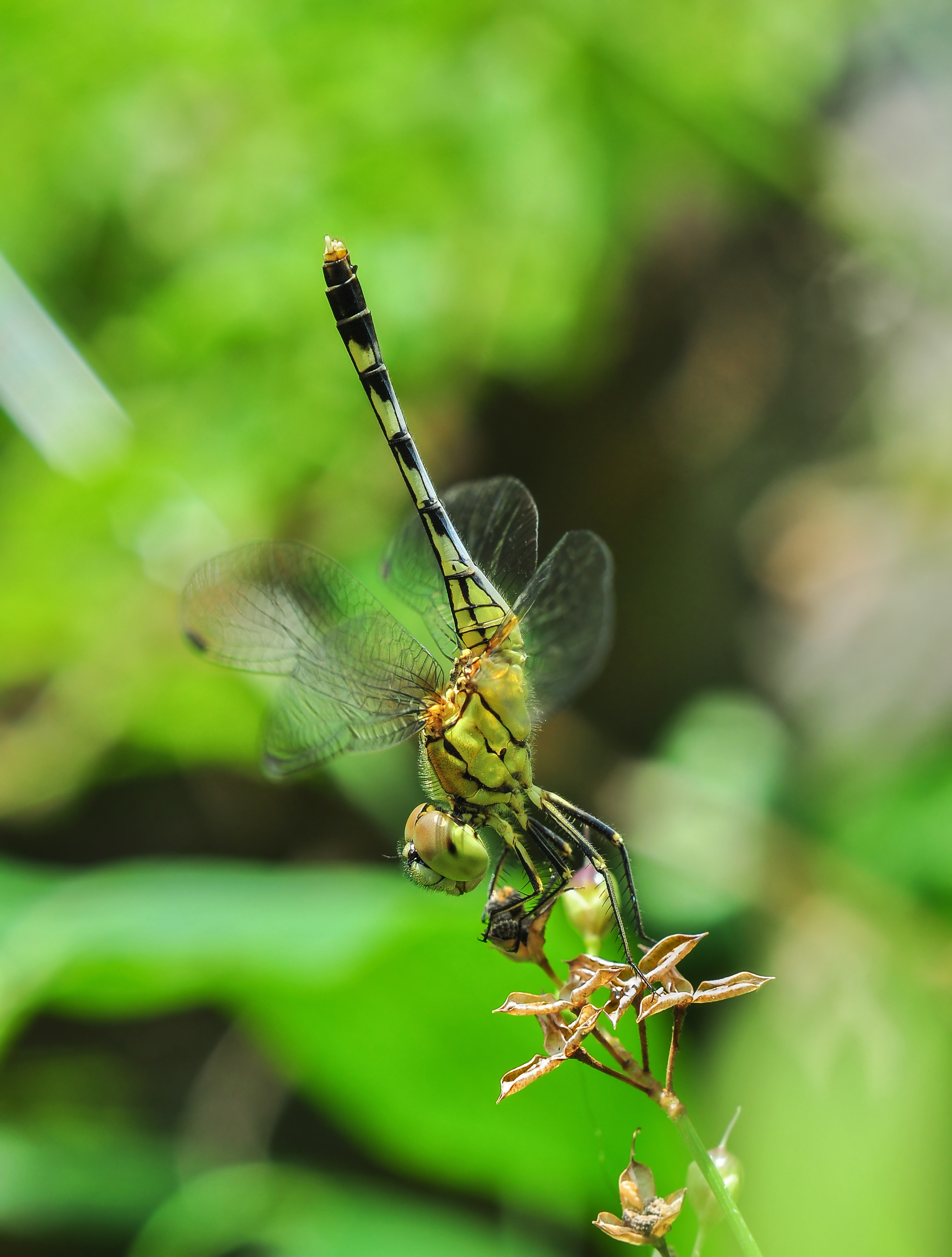
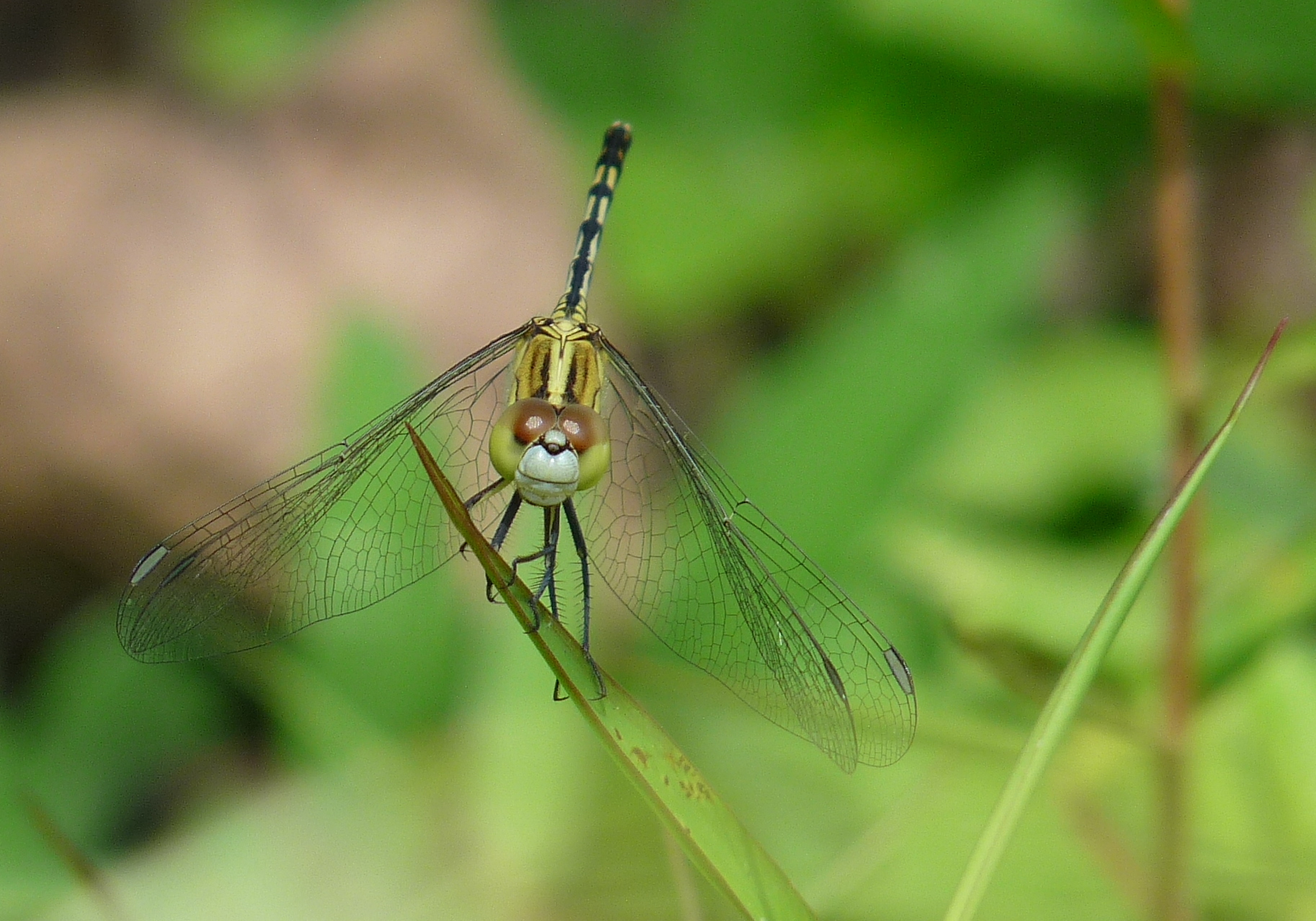